# Эсен
Эсе́н (фр. Ayssènes, окс. Aissenas) — коммуна во Франции, находится в регионе Окситания. Департамент — Аверон. Входит в состав кантона Сен-Ром-де-Тарн. Округ коммуны — Мийо.
Код INSEE коммуны — 12017.
Коммуна расположена приблизительно в 540 км к югу от Парижа, в 120 км северо-восточнее Тулузы, в 36 км к юго-востоку от Родеза.

## Население
Население коммуны на 2008 год составляло 217 человек.
| 1962 | 1968 | 1975 | 1982 | 1990 | 1999 | 2008 |
| ---- | ---- | ---- | ---- | ---- | ---- | ---- |
| 466  | 431  | 343  | 309  | 248  | 226  | 217  |

## Экономика
В 2007 году среди 127 человек в трудоспособном возрасте (15—64 лет) 87 были экономически активными, 40 — неактивными (показатель активности — 68,5 %, в 1999 году было 72,7 %). Из 87 активных работали 83 человека (46 мужчин и 37 женщин), безработных было 4 (2 мужчин и 2 женщины). Среди 40 неактивных 7 человек были учениками или студентами, 15 — пенсионерами, 18 были неактивными по другим причинам.

## Фотогалерея

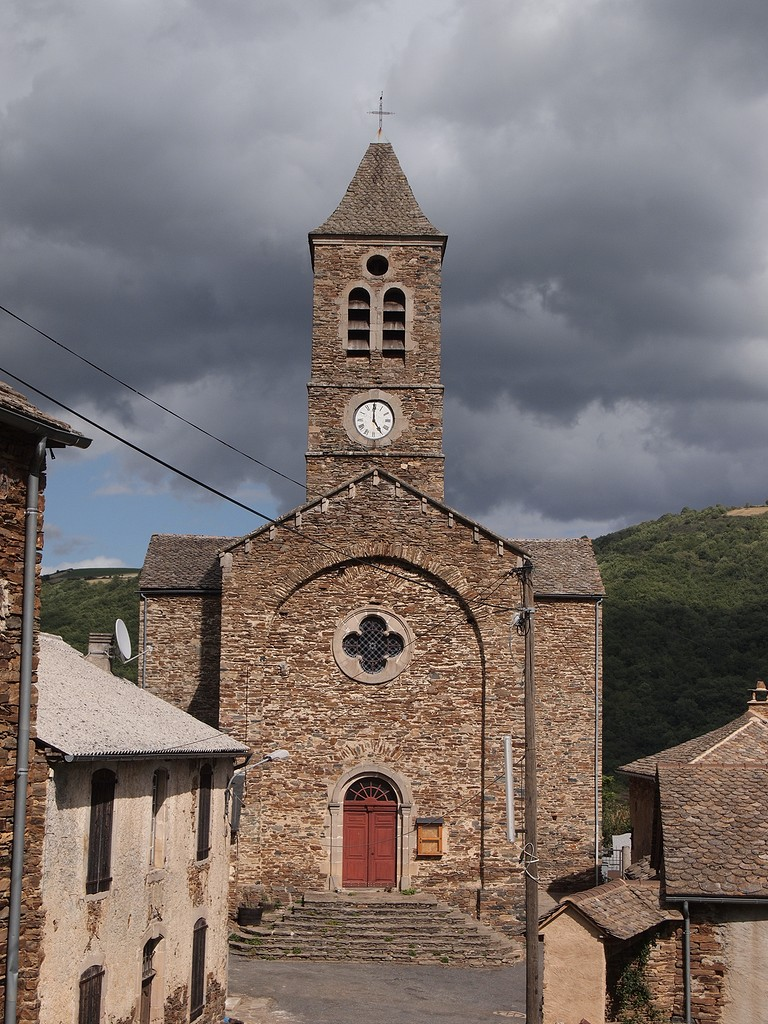
Церковь Сен-Блез
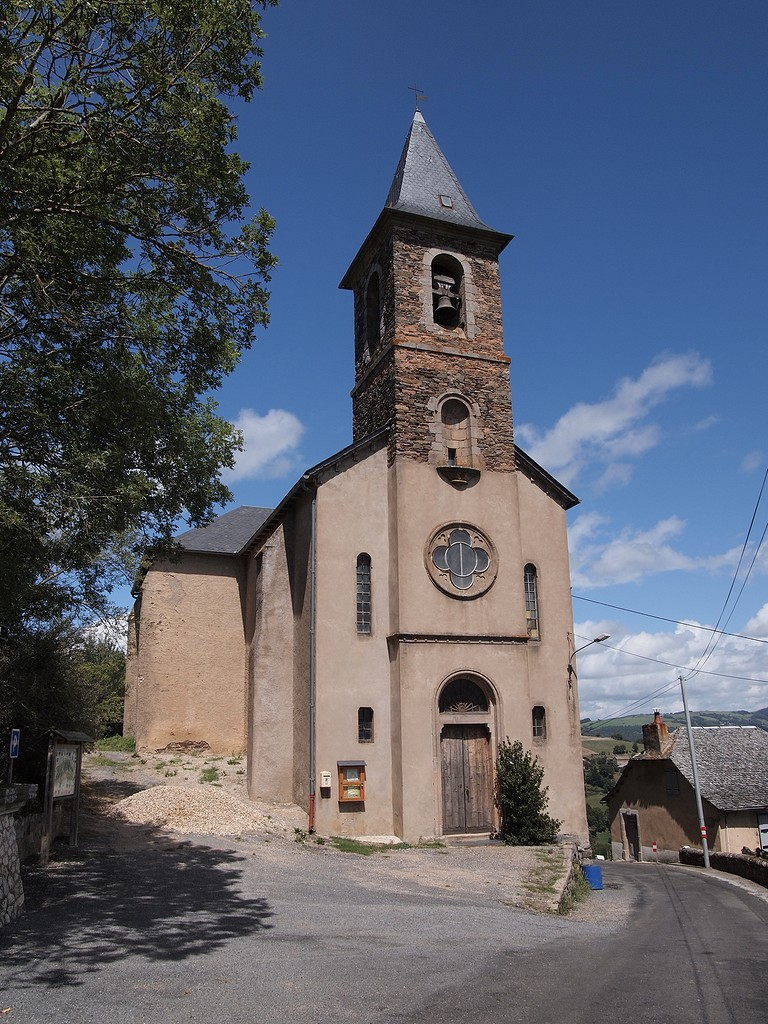
Церковь Сен-Реми
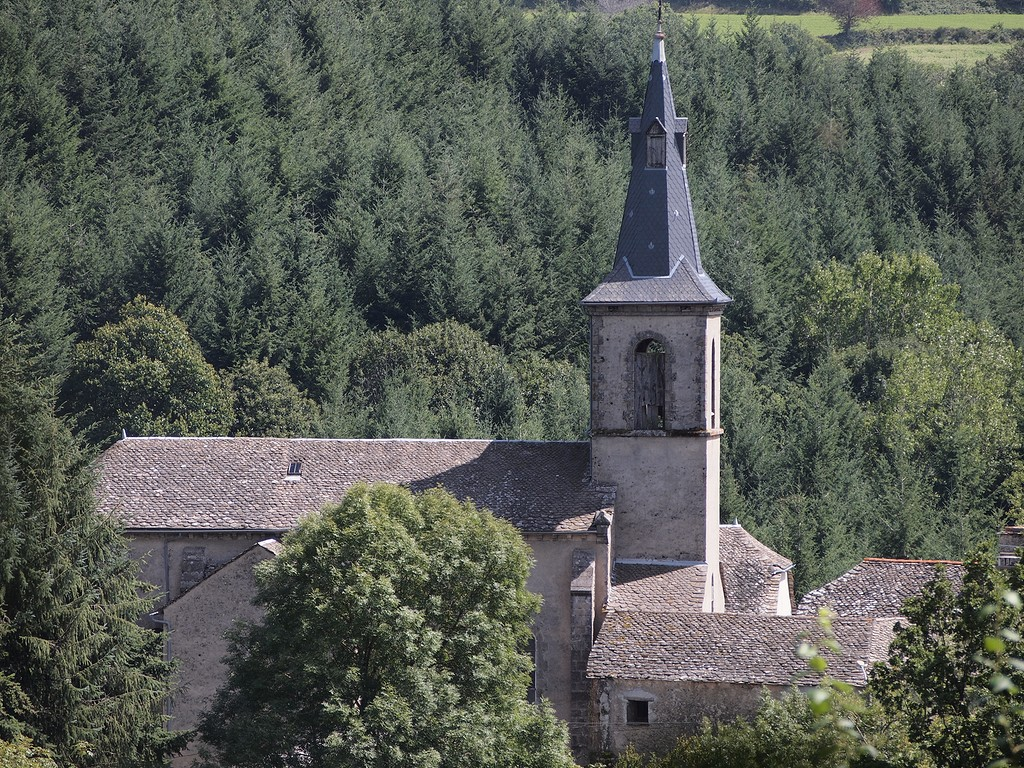
Церковь Сент-Аман
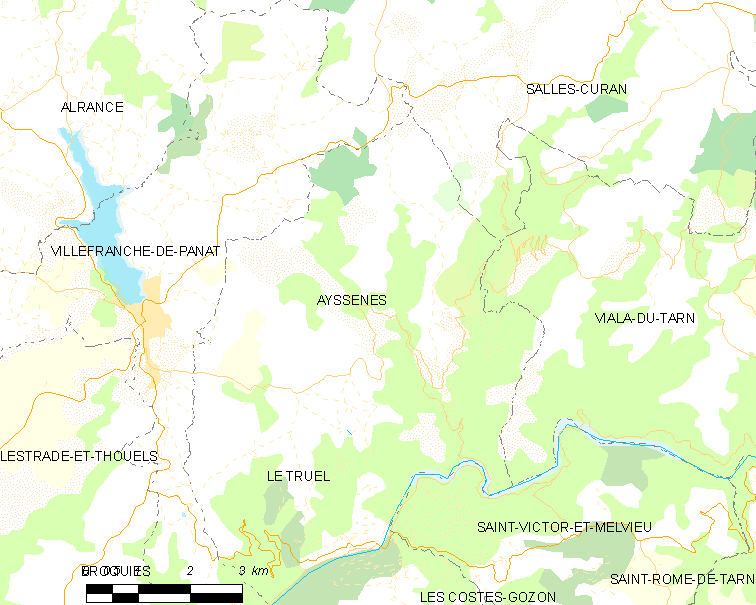
Карта коммуны